# NN-2
La carretera NN-2 es una vía departamental secundaria de Nicaragua, ubicada en el departamento de Chinandega. Tiene una longitud aproximada de 7,1 km y conecta las ciudades de El Viejo y Chinandega, sirviendo como una conexión clave entre la NIC-24B y la NN-3.

## Trazado y cruces
A continuación se presenta una tabla con los principales tramos y cruces de esta vía:
| Km  | Localidad    | Departamento | Conexión / Ruta |
| --- | ------------ | ------------ | --------------- |
| 0,0 | El Viejo     | Chinandega   | NIC 24B         |
| 3,5 | El Santuario | Chinandega   |                 |
| 7,1 | Chinandega   | Chinandega   | NN 3            |

## Coordenadas
Uno de los tramos de la NN-2 puede ser encontrado en las coordenadas: 12°37′38″N 87°08′04″O / 12.6272, -87.1345